# Klinckowströmfjorden
Klinckowströmfjorden is een fjord van het eiland Spitsbergen, dat deel uitmaakt van de Noorse eilandengroep Spitsbergen.
Het fjord is vernoemd naar de Zweedse zoöloog en ontdekkingsreiziger Axel Klinckowström (1867–1936).

## Geografie
Het fjord is zuid-noord georiënteerd en heeft een lengte van ongeveer acht kilometer. Ze is de oostelijke tak van de twee takken van het fjord Raudfjorden. De tak ten westen heet het Ayerfjorden.
Verder ten westen ligt het Albert I Land en ten oosten het Haakon VII Land.